# Emre Mutlu
Emre Mutlu (Kayseri, 1º gennaio 2003) è un lottatore turco, specializzato nella lotta greco-romana.

## Biografia
All'età di diciannove anni ha vinto il titolo continentale agli europei under 23 di Ploviv 2022 nel torneo dei 55 kg. Agli europei seniores di Budapest 2022 si è aggiudicato la medaglia di bronzo, battendo il moldavo Artiom Deleanu nella finalina.

## Palmarès
| Anno | Manifestazione | Sede     | Evento | Risultato | Note |
| ---- | -------------- | -------- | ------ | --------- | ---- |
| 2018 | Europei U15    | Győr     | 38 kg  | 19º       |      |
| 2022 | Europei U23    | Plovdiv  | 55 kg  | Oro       |      |
| 2022 | Europei        | Budapest | 55 kg  | Bronzo    |      |